# Byfang
Byfang [ˈbiːfaŋ] ist ein südöstlicher Stadtteil der Stadt Essen. Er hat dörflich-ländlichen Charakter und liegt auf einer durchschnittlichen Höhe von 114 Meter ü. NN (zwischen 50 (Ruhrufer) und 190 m (i.d.N.d. Byfanger Wasserturms), St.-Barbara-Kirche 130 m, Feuerwehrwache/Friedenseiche 140 m, Nierenhofer Straße 70 m).
Der Ort gehört gesellschaftlich zur Ruhrhalbinsel (historisch auch Hattingen-Niederwenigern). Der Zuläufer der Deipenbecke (ugs. „Köttelbecke“ genannt) bildet die Grenze zwischen Byfang und Burgaltendorf sowie die historische Grenze zwischen Westfalen und Rheinland (andere Historiker sehen den Deilbach als Grenze). Byfang zählte historisch zeitweise zum „Bergischen Land“ (Herzogtum Berg), mit der Ruhr als Grenze. Die Siedlungsstruktur des Stadtteils wird durch seine eigenartige Topographie bestimmt. Deutlich erkennbar ist das Gebiet dem Niederbergisch-Märkischen Hügelland zuzuordnen. Byfang liegt geologisch in der naturräumlichen Einheit des Ruhrschichtrippenlandes.

## Geschichte

### Früh-Geschichte
Die Essener Äbtissin Mathilde (Mechthild I.), eine Enkelin des Kaisers Otto I. gründete um das Jahr 996 in Rellinghausen ein Damenstift, in dem die unverheirateten Töchter des niederen Adels Aufnahme finden sollten. Dieses neue Stift musste zu seinem eigenen Unterhalt mit Gütern ausgestattet werden. Da die Stifte Essen und Werden hierzu keinen Raum liefern konnten, erhielt das Stift Rellinghausen die auf der anderen Ruhrseite gelegenen Gebiete von Hinsel und Holthausen sowie den angrenzenden Byfang und einige Höfe in Rellinghausen und im Hardenbergischen. In dieser Schenkungsurkunde taucht im Jahr 1124 erstmals der Name Rellinkuoser biefang auf. Es wird angenommen, dass die Freiherren von Hardenstein Byfang gründeten. Die Stiftsdamen ließen ihren weltlichen Besitz sowie die Gerichtsbarkeit durch einen Stiftsvogt verwalten.
Diese Vögte errangen mit der Zeit immer mehr Macht. Auch versuchte das Stift Rellinghausen, sich vom Stift Essen unabhängig zu machen. Nach langen Streitigkeiten zwischen dem Mutter- und dem Tochterstift kehrte man schließlich im Jahr 1661 mit einem Vergleich zum Mutterstift nach Essen zurück. Der Stiftsvogt hatte zuvor auf seine Erbvogtei verzichtet und als Entschädigung 1800 Thaler und die Bauerschaft Byfang als eigenes Herrschafts- und Gerichtsgebiet als Lehen erhalten. Im 14. und 15. Jahrhundert gehörte Byfang zum Herzogtum Berg – daher wird auch heute noch die Ruhr als nördliche Grenze des „Bergischen Landes“ gesehen.

### Namensherkunft
Der Ortsname Byfang leitet sich von der altdeutschen Bezeichnung Bifang (von befangen: umfangen, einschließen) für ein eingefriedetes Feld bzw. in die Feldflur eines bestehenden Ortes einbezogenes Ackerland ab, in diesem Falle des Stiftes Rellinghausen (s.o. Rellinkuoser biefang).

### Eigenständigkeit und Gerichtsbarkeit
Der Grundherr war auch oberster Gerichtsherr, was erklärt, warum die Bauerschaft Biefang ein eigenes Gericht hatte. Richter war der Vogt des Stiftes Rellinghausen. Ort des Gerichtes war zunächst der Breuerhof Ecke Niederweniger Straße/Düschenhofer Wald, und später ein Gerichtshaus. Bis 1661 trug die Gerichtsbarkeit Byfangs die Essener Fürstäbtissin Anna Salome. 1661 war die Gerichtsbarkeit Alexander von Drimborn zu Baldeney in einem Vergleich mit Fürstäbtissin Anna Salome zugestanden worden. Der letzte Richter (Franz Forst) wurde im Jahr 1805 ernannt. Das Byfanger Gericht hatte bis 1. Februar 1812 Bestand. Dann fiel der Bereich unter das Friedensgericht der französischen Gerichtsverfassung und 1815 wieder zu Preußen, gehörig unter das Landgericht Werden. Das Byfanger Gericht wurde nach einem Brand 1817 abgerissen. Das Gerichtshaus diente auch als Gemeindehaus, in dem sich ein Großteil des gesellschaftlichen Lebens Byfangs abspielte und das somit lange Zeit politischer und sozialer Mittelpunkt der Bauerschaft war.

### Ort des Gerichts und Alt-Byfang
Bei Bauarbeiten in den 1970er-Jahren brach ein Bagger in das unterirdische Verlies des Gerichts ein. Der aus Bruchstein gemauerte Raum war im unteren Bereich verputzt, die Deckenöffnung zugemauert. An das Gericht zu Byfang erinnert heute die Siedlung am Gerichtshaus. Das Gebiet, in dem das ehemalige Gerichtshaus stand, wurde nach dem Zweiten Weltkrieg aus verkehrstechnischen Gründen dem Stadtteil Essen-Kupferdreh zugeschlagen. Die Gemarkung gehört indes weiterhin zum Stadtteil Byfang. Die historische Grenze zwischen Byfang und Kupferdreh (bis 1875: Hinsbeck (Ruhr)) bildete der hier verlaufende namenlose Bach, der heutzutage z. T. unterirdisch verläuft. Sein Verlauf ist auf der Höhe der Wendeschleife der Ruhrbahn-Omnibus-Linie 155.
Die in diesem Zusammenhang Kupferdreh zugeschlagene Gegend der ehemaligen Herrlichkeit (altes Wort für freie gerichtliche Bauerschaft) wird heute umgangssprachlich Alt-Byfang genannt. Zu diesem Gebiet gehören die Byfanger Straße ab der Buswendeschleife, Bissenkamp, ein Teil der Straße Engelssiepen, Hirtental (ein Teil gehört auch heute noch zum Stadtteil E.-Byfang), Scharpenhang, Am Gerichtshaus (hier stand früher das Byfanger Gericht, das zugleich auch als Gemeindehaus diente; s. o.), Brackmannhang, Drimbornweg, Lothumweg, Niederweniger Straße (ungefähr ab Mündung Beisemannhang), oberer Schliepersberg, Am Stöcken sowie der mittlere/obere Reulsbergweg (ab den ersten Häusern im Wald, von oben kommend). Der oberste Reulsbergweg gehört auch heute noch zum Stadtteil Essen-Byfang.

### Schulen

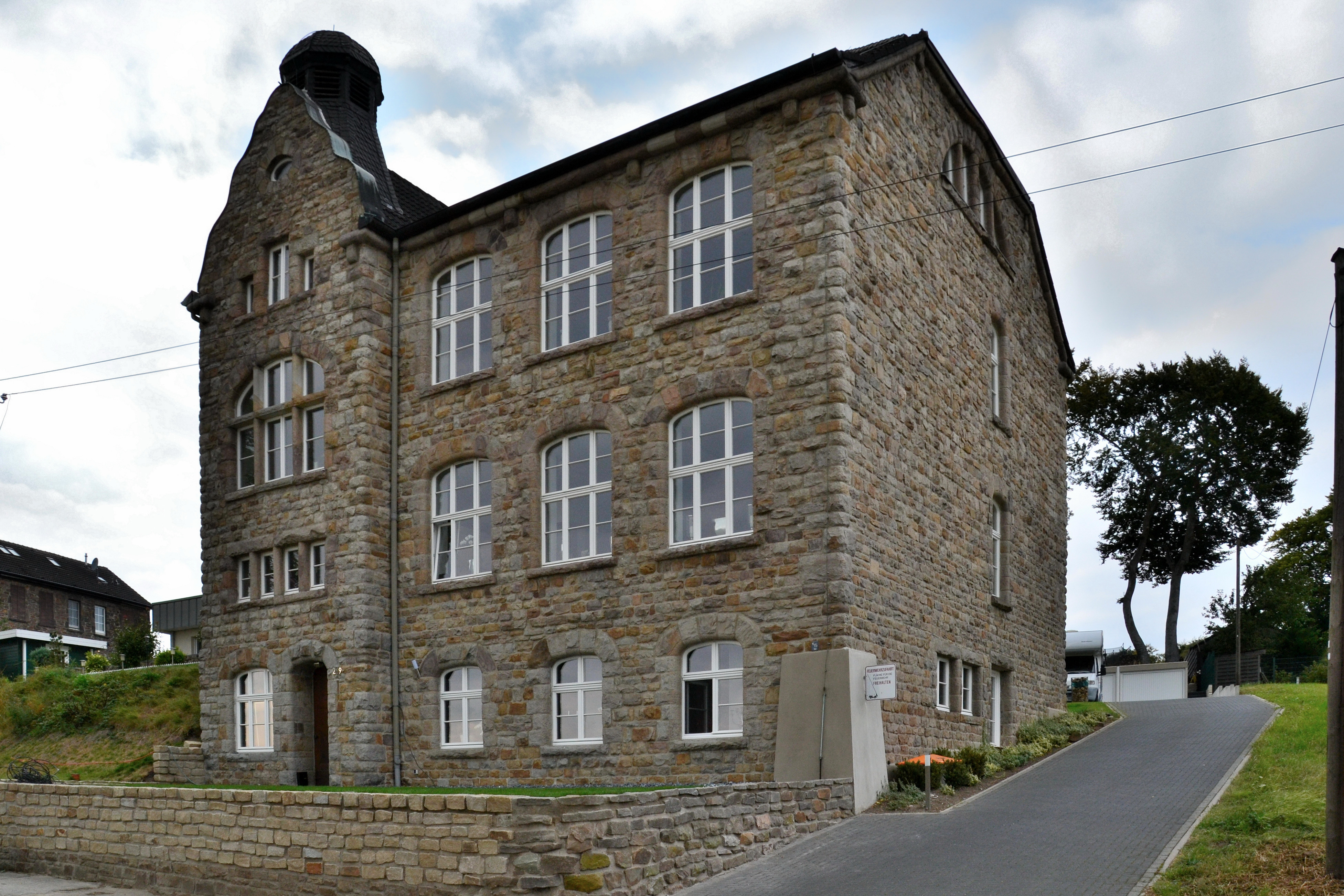
Ehemaliges Schulgebäude in Oberbyfang

Seit 1769 gab es in Oberbyfang einen ersten Schulbetrieb. Der Unterricht wurde jeweils in den Gehöften erteilt, der Schulmeister dort auch beköstigt und bezahlt. Schulpflicht gab es noch nicht, aber die Anfänge der Industrie durch den aufkommenden Bergbau gegen Ende des 18. Jahrhunderts forderten geschulte Kräfte. In dieser Zeit baute man das erste Schulhaus mit einer gemischten Klasse. Später wurde ein neues Schulgebäude errichtet, das schließlich vier Klassenräume und eine Lehrerwohnung hatte. Heute ist dieses Gebäude, das noch bis 1968 als Schule diente, ein Wohnhaus. Von 1968 bis 2007 war eine Taubenklinik des Verbandes der Deutschen Brieftaubenzüchter dort untergebracht. Aus Unterbyfang mussten die Kinder bis zur Mitte des 19. Jahrhunderts den weiten Weg zur Schule nach Oberbyfang in Kauf nehmen. Nachdem seit 1869 der Saal Sperrbaum (später Schnitzler) als Schule genutzt worden war, eröffnete man im November 1874 ein neues Schulgebäude. Die Schülerzahl in Unterbyfang stieg stetig an. Allein im Jahr 1904 wurden über 250 Schüler in nur vier Klassenräumen von vier Lehrern unterrichtet. Seitdem das Gebäude als Volksschule geschlossen ist, befindet es sich in Privatbesitz.

### Kirchengeschichte und Kindergarten
Ursprünglich gehörte Byfang zur Pfarre Niederwenigern. Der Weg dorthin war allerdings recht weit. So gründete man im Jahr 1898 einen Kapellenverein. Der damalige Wirt des heutigen Restaurants Schnitzler stiftete 1902 einen Bauplatz, auf dem 1928/29 die Kirche St. Barbara errichtet und am 12. August 1929 geweiht wurde, komplett aus Ruhrsandstein gemauert, der damals in Steinbrüchen im Ruhrtal abgebaut wurde. Hinzu kam im Oktober 1945 ein Friedhof und 1973 der katholische Kindergarten. Im Jahre 2006 fusionierte die römisch-katholische Pfarrgemeinde St. Barbara, Essen-Byfang (eigentlich nur Unter-Byfang (s. u.)), mit fast allen anderen katholischen Pfarr-/ Kirchengemeinden der Ruhrhalbinsel zur neuen großen Kirchen- und Pfarrgemeinde St. Josef, Essen Ruhrhalbinsel. Mit der Ausnahme von Niederwenigern gehören alle Orte der Ruhrhalbinsel zu der neuen „Ruhrhalbinsel-Gemeinde“. Es gibt Bestrebungen, diesen orthografischen und lokal-kulturellen Fehler zu korrigieren und Niederwenigern in die Ruhrhalbinsel-Gemeinde umzupfarren.

### Politische Neuzeit
Die Gemeinde Byfang gehörte im 19. Jahrhundert zunächst zur Bürgermeisterei Werden. Seit dem 1. Oktober 1896 gehörte Byfang zur neuen Bürgermeisterei Kupferdreh. Die Gemeinden Byfang und Kupferdreh wurden am 1. April 1922 zur vergrößerten Gemeinde Kupferdreh zusammengeschlossen. Am 1. August 1929 wurde Kupferdreh samt Byfang in die Stadt Essen eingemeindet, in der Byfang später wieder zu einem eigenen Stadtteil ernannt wurde.

## Wappen

Wappen von Byfang

Blasonierung:„In Silber (Weiß) ein rotes Andreaskreuz, belegt linksschräg mit einem silbernen (weißen) Zepter und darüber rechtsschräg drei silberne (weiße) Rosen.“
Das Wappen wurde von Kurt Schweder entworfen und hatte nie offiziellen Charakter, wobei Byfang seit der Gründung bzw. Schenkung im Jahr 1124 ein Wappen innehatte. Dieses hatte dieselbe Form und ebenso drei Rosen. Statt Zepter wies das Ursprungswappen ein Schwert auf und war in den Farben Blau und Gelb gehalten. Das einzige Exemplar, welches es heute noch zu sehen gibt, ist in der Kerzenkapelle in Kevelaer verewigt (Anmerkung: In den Fenstern der Kerzenkapelle sind alle Wappen der traditionellen Pilgerorte, die nach Kevelaer pilgern (Byfang seit 1836), eingelassen.). Ende der 1980er Jahre schuf der Heraldiker für alle Essener Stadtteile Wappen. Sie sind inzwischen von der Essener Bevölkerung gut angenommen worden.
Das Wappen zeigt ein altes Rechtssymbol, ein Andreaskreuz, welches mit einem Zepter belegt ist. Diese Symbole deuten auf die gerichtliche Eigenständigkeit hin. Die Rosen stammen vom Wappen der Herren von Drimborn, welche 1661 die Herrschaft Byfang vom Stift Rellinghausen erhielten.

## Bevölkerung
Am 31. März 2025 lebten 2.053 Einwohner in Byfang.
Strukturdaten der Bevölkerung in Byfang (Stand: 31. März 2025):
- Bevölkerungsanteil der unter 18-Jährigen: 14,4 % (Essener Durchschnitt: 16,9 %)[12]
- Bevölkerungsanteil der mindestens 65-Jährigen: 32,0 % (Essener Durchschnitt: 21,7 %)[13]
- Ausländeranteil: 2,7 % (Essener Durchschnitt: 20,6 %)[14]

## Byfang heute

### Geografie und Charakter
Byfang, geprägt von Landwirtschaft, dörflichen Strukturen, aktivem Gemeinde- und Vereinsleben, gehört zu den dünn besiedelten Stadtteilen Essens.
An Byfang grenzen die Stadtteile Burgaltendorf im Nordosten (Grenze ca. bei den Straßen Deipenbecktal und Laurastraße), Überruhr im Norden (Grenze ca.: der Straße Deipenbecktal), Kupferdreh im Südwesten und Süden (Grenze ca.: Deilbach, Eisenhammerweg, Reulsbergweg, Düschenhofer Wald sowie die Bushaltestelle „Fahrenberg“ (Beginn der Kupferdreher-Straße)) sowie Heisingen im Westen, wobei hier die Ruhr die Grenze bildet. Im Osten grenzen die Hattinger Stadtteile Niederwenigern und Niederbonsfeld an Byfang, hier ist die Kohlenstraße die ungefähre Grenze. Fälschlicherweise weist das Ortseingangsschild der A44-Abfahrt auf den Stadtteil E.-Kupferdreh hin, obwohl hier Byfang ist. Kupferdreh beginnt erst ab der Ampel/Bushaltestelle „Fahrenberg“. Die Langenberger Straße befindet sich an keinem Punkt in Kupferdreh. Straßen-NRW nimmt bei der nächsten turnusmäßigen Schildererneuerungen eine Verbesserung vor.
In dem hier skizzierten Gebiet leben ca. 2.100 Menschen, wovon am 31. März 2007 446 Einwohner evangelisch, 1251 römisch-katholisch und 421 andersgläubig waren.
Am Byfanger Wasserturm ist mit knapp 190 Meter ü. NN der höchste Punkt der gesamten Ruhrhalbinsel. Damit ist Essen-Byfang (nach Heidhausen und Bredeney) der am dritthöchsten gelegene Stadtteil Essens bzw. befindet sich am Byfanger Wasserturm die dritthöchste Erhebung Essens. Der niedrigste Punkt des Stadtteils liegt mit 50 Meter ü. NN im westlichsten Ende von Byfang an der Ruhr in der Nähe der Anschlussstelle der Bundesautobahn 44 sowie am Deilmannshof an der Nierenhofer Straße. Die katholische Kirche St. Barbara ist mit einer Höhe von ca. 130 m die am höchsten gelegene Kirche der Ruhrhalbinsel.
Das Straßennetz ist dem eher ländlich geprägten Stadtteil angepasst. An der Langenberger Straße in Byfang befindet sich die Auffahrt zur A44. Im Stadtteil verkehren die Omnibusse der Ruhrbahn und der VER der Linien 141, 177 (die Linie 177 endet an der historischen Grenze zwischen Kupferdreh und Byfang), 180 und der Nachtexpress NE6 sowie die Schulbusse 15 zur Josefschule (Grundschule) im benachbarten Stadtteil Kupferdreh und der E-Bus-Werden zum Gymnasium Essen-Werden und zum Mariengymnasium (Bistumsschule).

### Kirche und Bildungseinrichtungen
In der jüngeren Vergangenheit besaß der Stadtteil Byfang zwei römisch-katholische Volksschulen (Grund- und Hauptschulen), die Schule Unter-Byfang am Nöckersberg und die Schule Ober-Byfang im heutigen Wohnpark Ober-Byfang (bis 2007 Taubenklinik). Byfang war somit in zwei Schuleinzugsgebiete aufgeteilt.
Zum Einzugsgebiet der Schule Unter-Byfang gehörte der Bereich des Stadtteils vom Fahrenberg über „Kleinheide“ („Kuhlhoff“) bis zur Bushaltestelle Engels, dann weiter bis zum Deipenbecktal und zur Ruhr/Langenberger Straße. Zum Einzugsgebiet der Schule Ober-Byfang gehörte der Bereich des Stadtteils von Kleinheide bis zur heutigen Bushaltestelle Engels, dann weiter bis einschließlich Dattenberg (inklusive Kohlenstraße), von dort bis zum Deilmannshof bzw. Sportplatz Eisenhammer, weiter bis etwa zur heutigen Wendeschleife der Buslinie 177 und zurück zur Kleinheide. In dieses Gebiet fällt u. a. der obere Teil des Reulsbergweges (etwa bis einschl. zu den ersten Häusern im Wald, von oben kommend), Teile der Niederweniger Straße (etwa bis zum heutigen Lokal Bramsiepe), die gesamte Gegend um den ehemaligen Standort des Byfanger Gerichts (Am Gerichtshaus, Hirtental etc.) und Teile der Byfanger Straße (von der Endstation der 177 bis zum Düschenhofer Wald). Dieses Gebiet – auch Alt-Byfang genannt – gehört seit 1920 verkehrstechnisch großteils dem Stadtteil Kupferdreh an, obwohl die Gemarkungen der Grundstücke weiterhin zu Byfang zählen. Gerichtshaus war zudem das ehemalige Gemeindehaus Byfangs, in dem das gesellschaftliche Leben stattfand.
Neben den beiden katholischen Schulen existierte eine evangelische Grundschule an der Langenberger Straße nahe der heutigen Auffahrt auf die Theodor-Heuss-Brücke.
Im Zuge der Schließungen aller Zwergschulen verschwanden die drei Schulen aus dem Stadtteil. Heute gehen die Byfanger Kinder zur katholischen St.-Josef-Grundschule im benachbarten Stadtteil Kupferdreh. Kleinkinder gehen in den römisch-katholischen Kindergarten Essen-Byfang.
Der Stadtteil ist umgangssprachlich in zwei Teile aufgeteilt: Unterbyfang und Oberbyfang. Die jeweiligen Gebiete sind nahezu deckungsgleich mit den ehemaligen Einzugsgebieten der beiden katholischen Schulen.
Das Gebiet der St.-Barbara-Kirche des Pfarrbezirks (ugs.: Gemeinde) St. Josef Byfang / Dilldorf / Kupferdreh der Pfarrgemeinde/Pfarrei St. Josef, Essen Ruhrhalbinsel war bis zum 1. April 2008 eine eigenständige Pfarrgemeinde (St. Barbara, Essen-Byfang).
Nach der Einrichtung der katholischen Pfarrgemeinde St. Barbara (1929) war Byfang auch kirchlich aufgeteilt. Unterbyfang wurde zur St. Barbara-Pfarrgemeinde, Oberbyfang blieb bei der „Mutterpfarre“ St. Mauritius-Niederwenigern-Byfang.
Von den (im Jahr 2000) ca. 1300 Katholiken des Stadtteils gehörten gut tausend zu St. Barbara. Die Kirchenaustrittsquote (bis zum Umstrukturierungsbeginn) in Byfang war eine der niedrigsten des Bistums. Seit der Umstrukturierung hat sich dies ein wenig geändert.
In den folgenden Jahrzehnten (nach 1929) wurden einige Straßenzüge Oberbyfangs in andere Pfarrgemeinden „umgepfarrt“. St. Josef-Kupferdreh, St. Barbara-Byfang und St. Engelbert-Niederbonsfeld. Zu St. Josef gehörte nach der Umpfarrung der obere und mittlere Reulsbergweg, die obere Niederweniger Str./obere Byfanger Straße (Gegend um das „Byfanger Gerichtshaus“ bis auf eine Höhe zur Wendeschleife der Buslinie 177) sowie die obere und mittlere Deile. Zu St. Engelbert gehörte nach der Umpfarrung die Gegend „Am Dattenberg“ (inkl. der unteren Kohlenstraße), die untere Deile sowie die Siedlungen am Eisenhammer-Sportplatz/Deilmannshof. Zu St. Barbara (Unterbyfang) wurden die Anwohner des Düschenhofer-Waldes umgepfarrt. Die restlichen Teile (Ober-)Byfangs, die obere Bredde, Am Byfanger Wasserturm usw., blieben bei St. Mauritius Niederwenigern. Somit war der Stadtteil die meiste Zeit des letzten Jahrhunderts in vier kath. Pfarrgemeinden aufgeteilt. Nach der Umstrukturierung sind es noch zwei: Kirchen-/Pfarrgemeinde/Pfarrei Peter und Paul, Hattingen (mit dem Pfarrbezirk St. Mauritius u. a. inkl. St. Engelbert) und St. Josef, Essen Ruhrhalbinsel (mit dem Pfarrbezirk St. Josef u. a. inkl. St. Barbara).
Die meisten katholischen Bewohner Oberbyfangs, bzw. des gesamten Stadtteils Essen-Byfang, sind heutzutage ins Gemeindeleben an der St.-Barbara-Kirche, der Stadtteilgemeinde Byfang bzw. dem Pfarrbezirk St. Josef integriert und gehen dort zu den Hl. Messen.
Die evangelischen Bewohner des Stadtteils gehören kirchlich allesamt zur evangelischen Kirchengemeinde Byfang-Kupferdreh.

### Vereine, Gruppen, Verbände und das soziale Netz
Byfang hat ein engmaschiges soziales System, das über Jahrzehnte gewachsen und dessen Zukunft eng mit der St.-Barbara-Kirche als Dorfmittel- und Identifikationspunkt des Stadtteils verbunden ist. Auf dem Bistum Essen sowie der Pfarr-/Kirchengemeinde („Pfarrei“) St. Josef, Essen Ruhrhalbinsel liegt dabei große Verantwortung, da die St.-Barbara-Kirche nur noch Filialkirche/-gemeinde ist. Bei einer Schließung könnte mittelfristig das soziale System Byfangs – die Stadtteilgemeinde – so nicht bestehen bleiben.
Im Stadtteil existiert eine Vielzahl von Vereinen, Verbänden und Gruppierungen. Unter anderem der Dilettantenverein Wohltun Byfang (Karnevals- und Theaterverein), der Reiterverein Byfang, die Junge Gemeinschaft Byfang (engagiert sich für Kinder, Jugendliche und junge Erwachsene (U30er) und unterstützt bestehende Gruppierungen der Jungen-Gemeinde-Arbeit), der Rassegeflügelzuchtverein Byfang und Umgegend, der Verein Hornus Byfang, der Schachverein „Germania“, der Schützenverein Weidmannsheil Byfang und dem Sportverein (Fußball, Badminton, Gymnastik, Tennis, Volleyball) „Sportgemeinschaft (SG) Kupferdreh-Byfang e. V.“.
Neben dem Förderverein St. Barbara Byfang e. V., der unter anderem den Martinszug, das Barbarafest und das „Byfanger Bergfest“ ausrichtet, existieren als kirchliche Verbände die Katholische Junge Gemeinde (KJG) Essen-Byfang, die Katholische Frauengemeinschaft Deutschlands (kfd) Essen-Byfang (ehemals: Mütterbund). Darüber hinaus sind zahlreiche Gruppen und Gemeinschaften aktiv: Die „Kevelaer Wallfahrtsgemeinschaft Essen-Byfang“, der Kindergarten Essen-Byfang, die ACAT-Essen-Byfang, der ökumenische Eine-Welt-Stand Ruhrhalbinsel (urspr. Byfang-Kupferdreh) und viele weitere Gemeinschaften und Arbeitskreise (u. a. Tischtennis-, Koch-, Senioren-, Nähkreise, u. v. m.).
Ferner sind die musikalischen Gruppen „Kirchenchor St. Barbara“, „Barbarachor“, „Kinderchor Byfang“, das Gesangsduo „Dunkel Blond“ und die Bands „Fein-Herb“, „Under Cover“, „Eltern-Band“ (des Kindergartens) sowie „Byfanger Band“, in Byfang ehrenamtlich aktiv.
Die „KlausKohl-Stiftung“, benannt nach dem Stifter Pfarrer a. D. Dr. Dr. Klaus Kohl, ehemaliger Pastor von St. Barbara-Byfang, fördert Aktivitäten zur Kultur- und Weiterbildung von Kindern, Jugendlichen und Erwachsenen unter 30 Jahren des Stadtteils.
Außerdem verfügt Byfang über eine Freiwillige Feuerwehr, die 1909 gegründet wurde und fester Bestandteil des sozialen Netzes des Stadtteils ist, in dem sie – neben den Alltagsaufgaben einer Feuerwehr – viele soziale Aufgaben wahrnimmt (u. a. Christbäume und Krippe an und in der Barbarakirche aufstellen und abbauen, mitauf- und abbauen sowie mitdurchführen des Martinszuges sowie des Gemeinde- und Stadtteilfests („Byfanger Bergfest“), Picco-Bello-Sauberaktion der Stadt Essen zusammen mit dem Kindergarten St. Barbara u. n. v. w.).